# Timogenes
Timogenes je rod jihoamerických štírů čeledi Bothriuridae. Z celé čeledi jsou právě v tomto rodu největší štíři. Rod byl popsán roku 1800. Obsahuje 2 podrody a 5 druhů.